# KBS 트로트대축제
《KBS 트로트대축제》는 대한민국의 KBS 1TV, KBS 2TV에서 매년 12월 마지막 월요일에 주최하는 연말 트로트 가요 프로그램이다.

## 개요
그동안 《TBC(구) 방송가요대상》 또는 《KBS 가요대상》에서 트로트 장르의 곡으로서 선보였다. 이후 2007년부터 트로트 장르의 곡을 따로 분리하여, 《KBS 트로트대축제》의 이름으로 개최되었으며, 2008년에는 글로벌 경제위기 여파로 잠시 폐지되었다가, 2009년부터 다시 방송되기 시작했다. 2016년부터는 방송되지 않는다.

## 진행자
- 1대(2007.12.31) : 손범수, 박지윤
- 2대(2009.12.19) : 김병찬, 박사임
- 3대(2010.12.27) : 허참, 장윤정
- 4대(2011.12.29) : 임성훈, 장윤정
- 5대(2012.12.31) : 임성훈, 박은영
- 6대(2013.12.30) : 임백천, 장윤정
- 7대(2014.12.29) : 임백천, 홍진영
- 8대(2015.12.28) : 김병찬, 홍진영

## 같이 보기
- 《KBS 가요대축제》
- 《MBC 가요대제전》
- 《SBS 가요대전》
- 《전국노래자랑》